# The Benzino Project
The Benzino Project è l'album di debutto solista del rapper di Boston Benzino pubblicato il 30 ottobre del 2001 dalla Motown Records

## Tracce
1. "617" (Intro)
2. "Who Is Benzino?" (ft. Puff Daddy) (prod. da Deric "D-Dot" Angelettie")
3. "Bang Ta Dis" (prod. da Hangmen 3)
4. "Feel Your Pain" (ft. Outlawz) (prod. da Hangmen 3)
5. "We Reppin' Y'All" (ft. The Almighty RSO) (prod. da Hangmen 3)
6. "Halfway" (skit)
7. "Figadoh" (ft. Scarface & Snoop Dogg) (prod. da Teddy Ridley)
8. "Got No Weed" (skit)
9. "Nobody Liver" (ft. Pink (cantante)) (prod. da Hangmen 3)
10. "Phone" (skit)
11. "Picture This" (ft. Foxy Brown) (prod. da Pone and Tone aka Trackmarsters)
12. "Any Questions" (ft. Black Rob) (prod. da Hangmen 3)
13. "No Parts Of Us" (ft. Prodigy & Bobby Brown) (prod. da Hangmen 3)
14. "Road Rage" (skit)
15. "Ghetto Child" (ft. Mr. Gzus, Bobby Brown) (prod. da Hangmen 3)
16. "JB's Floatin'" (skit)
17. "G-A-N-G-S-T-E-R" (prod. da Hangmen 3)
18. "Big Trev" (skit)
19. "Boottee" (ft. Teddy Riley & Mr. Gzus) (prod. da Teddy Riley)
20. "The Jump Up" (ft. Raekwon, Lord Superb & Cormega) (prod. da Hangmen 3)
21. "Shine Like My Son" (ft. Ray Ray & Case) (prod. da Hangmen 3)
22. "I'm Fucked Up" (ft. Mike McNeil) (prod. da Hangmen 3)
23. "Throw Dem 3's" (Boston Niggas) (ft. Smoke Bulga, Prince, KT & Luv) (prod. da Hangmen 3)